# Murbodner Rind

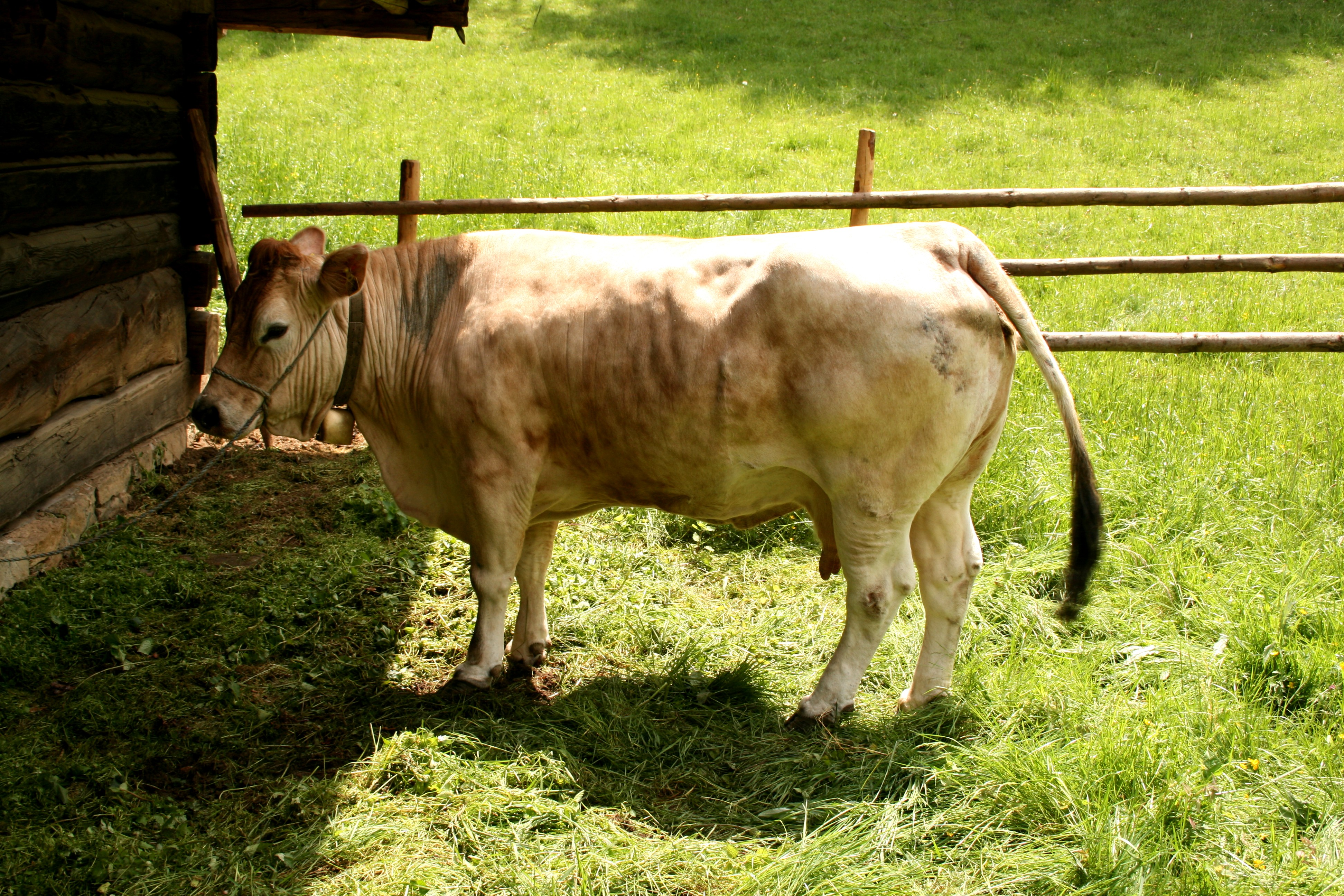
Murbodner Rind

Das Murbodner Rind wird hauptsächlich in Kärnten, der Steiermark, in Niederösterreich und im angrenzenden Slowenien gezüchtet.
Die uralte Rasse stammt wahrscheinlich vom keltischen Mischvieh und dem grauen Slowenenrind ab.
Im 18. Jahrhundert bildete das Mürztaler Rind, welches in das Murtal vordrang, die Grundlage für die Zucht. Es vermischte sich mit Bergschecken und Blondvieh. Dadurch entstand ein neuer, muskulöser Typ.
Das Murbodner Rind ist eine Höhenviehrasse; die Farbe geht von semmelblond bis fuchsrot oder lichtgrau.
Kühe wiegen zwischen 550 und 650 kg, Stiere 900–1000 kg. 
Nach dem Zweiten Weltkrieg ging der Bestand sehr stark zurück. Weiterhin wurden Bullen der deutschen Rasse Gelbvieh eingekreuzt. Erst zu Beginn der 1980er Jahre begann man wieder, Murbodner Rinder verstärkt zu züchten.